# Bulbophyllum violaceolabellum
Bulbophyllum violaceolabellum là một loài phong lan thuộc chi Bulbophyllum.